# Верхнє Огове
Верхнє Огове (фр. Haut-Ogooué) — провінція на сході Габону. Адміністративний центр — місто Франсвіль.

## Географія
Площа становить 36 547 км². Межує на півночі з провінцією Огове-Івіндо, на заході з провінцією Огове-Лоло, на півдні та сході з Республікою Конго. Річка Огове, на якій лежить Франсвіль, перетинає територію провінції з півночі на південь.

## Населення
За даними на 2013 рік, чисельність населення становить 250 799 осіб.
 Динаміка чисельності населення провінції за роками: 
| 1993    | 2013    |
| ------- | ------- |
| 104 301 | 250 799 |

## Департаменти
В адміністративному відношенні поділяється на 11 департаментів:

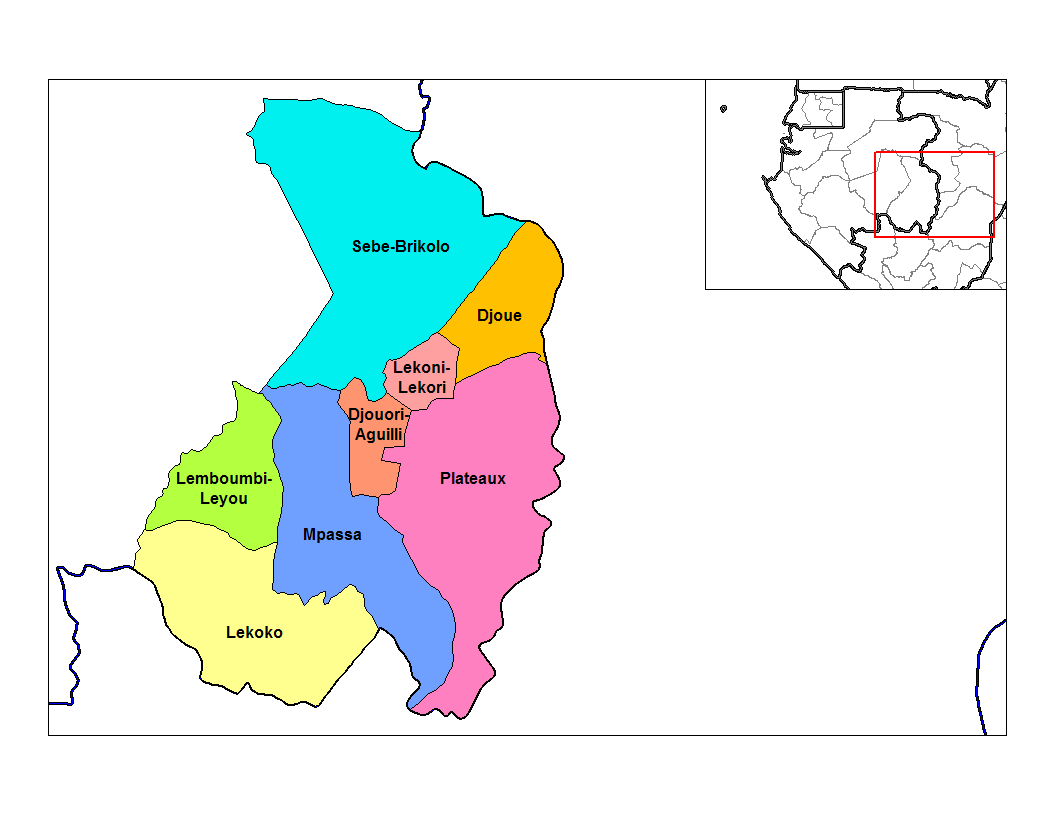
Департаменти Верхнього Огове (стара версія).

- Джуе (адм. центр — Онга) (Djoué)
- Джуурі-Агії (адм. центр — Бонговіль) (Djououri-Aguilli)
- Леконі-Леорі (адм. центр — Акієні) (Lékoni-Léori)
- Лекоко (адм. центр — Бакумба) (Lékoko)
- Лембумбі-Лейу (адм. центр — Моанда) (Lemboumbi-Leyou)
- Мпаса (адм. центр — Франсвиль) (Mpassa)
- Плато (адм. центр — Леконі) (Plateaux)
- Себе-Бриколо (адм. центр — Оконджа) (Sébé-Brikolo)
- Огоуе-Летії (адм. центр — Буманго) (Ogooué-Létili)
- Лекабі-Леволо (адм. центр — Нгуоні) (Lékabi-Léwolo)
- Беї-Бриколо (адм. центр — Абумі) (Bayi-Brikolo)